# Théâtre du Silence
Ne doit pas être confondu avec Teatro del Silenzio.
Le Théâtre du Silence est une compagnie de danse créée en 1972 par Jacques Garnier et Brigitte Lefèvre,,.

## Historique
Fondée par deux anciens danseurs du Ballet de l'Opéra de Paris, le Théâtre du Silence fut l’une des premières compagnies de danse en France. Les premières représentations de la compagnie eurent lieu au Théâtre de la Ville en 1972.
De 1974 à 1985, le Théâtre du Silence fut installé à La Rochelle.
La compagnie y créa de nombreuses œuvres contemporaines, chorégraphiées soit par Jacques Garnier soit par Brigitte Lefèvre, soit par d’autres chorégraphes majeurs tels que Maurice Béjart, Merce Cunningham, David Gordon, Robert Kovitch ou Lar Lubovitch. Elle permit aussi à des nombreux jeunes talents, dont certains issus du Ballet de l’Opéra de Paris, de s’exprimer dans de nouveaux cadres.
Le Théâtre du Silence joua un rôle majeur dans la diffusion de la danse en France, contribuant ainsi à sa désinstitutionnalisation. Il n’était pas rare que des représentations aient lieu dans des écoles ou des maisons de retraite.
La compagnie connut un grand succès en France, notamment au Festival d'Avignon en 1974, mais aussi à l’étranger lors de différentes tournées.

## Répertoire

### Jacques Garnier
- Suite de danses[6], sur une musique de Béla Bartók, costumes de Bruno Crespel
- Pas de deux, musique d'Anton Webern, costumes de Reynaldo Cerqueira, interprété par Brigitte Lefèvre et Jacques Garnier
- La Nuit[7], musique de Jean-Pierre Drouet, Diego Masson et Michel Portal, interprété par Nicole Chouret, Katia Grey, Brigitte Lefevre, Catherine Morel, Annette Mulard, Françoise Vaussenat, Martine Vuillermoz, Richard Duquesnoy, Jean Guizerix, Patrick Marty, Jacques Namont, Didier Schirpaz, Georges Teplitsky, Jean-Marc Torres
- Leda, texte de Paul Éluard, interprété par Brigitte Lefèvre (récitante, danseuse), Daniel Gélin (récitant)
- Flashback, créé au Théâtre municipal d’Avignon le 5 août 1974, musique d’Igor Stravinsky, interprété par Martine Clary, Mireille Conotte, Élisabeth Nicolas, Michel Bouche, Jacques Garnier, Olivier Marmin, Dragan Mocic, Catherine Morelle, Serge Bonnafoux
- Construction[8], créé à Lausanne, musique d'Émile de Ceuninck, avec Martine Clary, Mireille Conotte, Catherine Morelle, Élisabeth Nicolas, Michel Bouche, Serge Bonnafoux, Olivier Marmin, Dragan Mocic
- L'Ange[9], musique de Jean-Pierre Drouet, argument de Saint Maur, avec Gérard Fremy (musicien), Jean-Pierre Drouet (musicien), Michaël Denard (ange), Brigitte Lefèvre (Elle), Jean Guizerix (homme), etc.
- Aunis[10], créé en 1979 par Jacques Garnier. Recréation en 1980 pour trois interprètes : Jacques Garnier, André Lafonta et Lari Léong
- Score, créé en 1979 par Jacques Garnier, musique de Steve Lacy, scénographie de Claude Viseux, Théâtre de la Ville, Paris[11].

### Brigitte Lefèvre
- Mikrokosmos[12], musique de Béla Bartók, avec Brigitte Lefèvre, Michaël Denard, Jacques Garnier
- Un certain temps[13], musique de Terry Riley, avec Martine Clary, Mireille Conotte, Catherine Morelle, Élisabeth Nicolas, Michel Bouche, Jacques Garnier, Olivier Marmin, Dragan Mocic,
- Oiseau triste[14], musique de Maurice Ravel, chorégraphié et dansé par Jean Guizerix
- L'Oiseau de feu, avec Michaël Denard (1980)
- SummerSpace, de Merce Cunningham

## Danseuses et danseurs
- Martine Clary[15]
- André Lafonta
- Lari Léong
- Jean Guizerix
- Michaël Denard
- Serge Bonnafoux
- Olivier Marmin
- Dragan Mocic
- Catherine Morelle
- Mireille Conotte
- Nicole Chouret
- Annette Mulard
- Françoise Vaussenat
- Martine Vuillermoz
- Richard Duquesnoy
- Patrick Marty
- Jacques Namont
- Didier Schirpaz
- Georges Teplitsky
- Jean-Marc Torres
- Katia Grey
- Nicole Chouret
- Josyane Consoli
- Cooky Chiapalone[16]
- Élisabeth Nicolas
- Michel Bouche
- Stéphanie White[17] (invitée)
- Nicole-Claire Perreau[18] (invitée)
- Martine Baumgartner
- Sylvie Dard

## Musiciens
- Jean Tulet (percussionniste)